# Monocarpico
Monocarpico è un termine che indica quelle piante che fioriscono, mettono semi e poi muoiono. Il termine fu usato la prima volta dal botanico francese Alphonse de Candolle. Sinonimo di monocarpico è hapaxanth, utilizzato per la prima volta dal botanico tedesco Alexander Carl Heinrich Braun.
L'antonimo di monocarpico è policarpico, una pianta che fiorisce e produce semi più volte nella sua vita.
La pianta può vivere un certo numero di anni prima di fiorire. La fioritura non comporta di per sé la morte della pianta, ma la produzione di frutti e semi provoca mutamenti nelle piante, che conducono alla loro morte. Questi cambiamenti sono indotti da sostanze chimiche agenti come ormoni, che reindirizzano le risorse della pianta dalle radici e foglie alla produzione di frutti e semi.
Le piante centenarie del genere Agave, alcune bromeliaceae del genere Puya, la Tillandsia utriculata del genere Tillandsia, alcune specie del genere Yucca e alcune piante appartenenti alla famiglia dei Bambù possono impiegare dagli 8 ai 20 anni (100 e oltre per i bambù) per fiorire e poi morire. Le piante hawaiane del genere Argyroxiphium e le loro parenti del genere Wilkesia possono impiegare dai 10 ai 50 anni prima di fiorire. Anche gli alberi del genere Raphia fioriscono anche dopo decenni e muore il fusto ma la pianta si rigenera dai polloni, esempio la Raphia farinifera (la pianta usata per ricavare la rafia).
Famiglie di piante monocotiledoni che contengono specie monocarpiche comprendono Agavaceae, Araceae, Arecaceae, Bromeliaceae, Musaceae e Poaceae. Famiglie di piante dicotiledoni che comprendono anche specie monocarpe sono le Acanthaceae, Apocynaceae, Asteraceae e Fabaceae.
Sono stati descritti pochi arbusti dicotiledoni con ramificazioni multiple e specie a crescita secondaria. Tra quelli descritti si trovano Strobilanthes spp., Cerberiopsis candelabrum, Tachigali versicolor e altre specie del genere Tachigali.
Spesso le piante monocarpiche possono essere tenute in vita dopo la fioritura se i fiori vengono rimossi non appena hanno terminato il ciclo di fioritura (seppur prima che inizi la formazione dei semi, o se i boccioli dei fiori vengono rimossi prima che si schiudano).